# Samuel ha Leví
Samuel ha-Leví Abulafia (Toledo, 1320-Sevilla, 1360) fue tesorero del rey Pedro I de Castilla.

## Biografía
De familia Abu-l-Afiyat, asentada en Toledo en el siglo xii procedente de Túnez, su padre Mair ha-Leví murió allí, pocos meses después de morir su mujer, a causa de la peste negra. El hijo, Samuel, fue administrador del caballero portugués Juan Alfonso de Alburquerque y destacó en la corte de Pedro I de Castilla como camarero mayor (1350); el rey lo nombró además almojarife, esto es, tesorero real, en 1351. Durante unos diez años fue el hombre de confianza del rey y guardó en su propio palacio el tesoro del reino, del que se apoderaron en 1354 los enemigos de Don Pedro —la poderosa familia de sus hermanos bastardos, los Trastámara— al organizar un pogromo en que saquearon la judería toledana y se apoderaron de tanto los bienes reales como los de su ministro. En tales penurias y a merced de los conjurados, el rey se vio obligado a marchar a Toro para pedir la devolución de sus bienes, pero Samuel lo acompañó y con sus hábiles argucias causó la división entre sus enemigos ganando adeptos a su señor; es más, sobornó a los guardianes para que ambos pudieran escapar. Luego, como diplomático, contribuyó a ganar otra vez Toledo para Pedro I con ayuda de sus correligionarios de la judería y negoció la paz entre Castilla y Portugal firmada en Évora en 1358.
Samuel Leví residía en Toledo, en un palacio situado en el barrio de la judería que se conserva actualmente bajo el nombre de Museo y Casa del Greco. Durante toda su vida protegió a sus hermanos de raza y acumuló grandes riquezas, gracias a las cuales y a su posición política —se hizo nombrar oidor de la Audiencia, con lo que se aseguró el poder judicial— pudo mandar erigir en Toledo un oratorio presuntamente privado, la Sinagoga de Samuel ha Leví, más conocida en la ciudad como Sinagoga del Tránsito, entre 1355 y 1357, aun cuando la construcción de éstas estaba prohibida por Las Siete Partidas y el Ordenamiento de Alcalá. La sinagoga está cubierta de inscripciones hebraicas en alabanza del rey y de su ministro:

Al gran monarca, señor y dueño nuestro el rey don Pedro. ¡Ayúdelo Dios y acreciente su fuerza y gloria y la guarde como un pastor su rebaño!

El rey de Castilla engrandeció y exaltó a Samuel Leví y ha elevado su trono por encima de entre todos los príncipes... Sin contar con él, nadie levanta mano ni pie.

En su enorme riqueza, Samuel ha Leví contó con una extraordinaria casa palacio en la judería de Sevilla, que actualmente se conoce como el barrio de Santa Cruz, además de otras numerosas propiedades inmobiliarias. Desde el siglo xiv y de modo continuo hasta hoy, en Sevilla la calle donde tuvo su palacio se denomina calle de los Levíes. La tradición sostiene que vivió en la casa de la calle Levíes 4, donde fundaron los frailes de la Merced Descalzas, en 1611, el convento de San José.
Pero estas vanidades, su privilegiada posición y su enorme fortuna despertaron envidias y suspicacias incluso al mismo rey, quien mandó encarcelarle y torturarle hasta que se aclarara si había sustraído alguna suma al tesoro real, muriendo bajo la tortura, de forma que murió preso en las Atarazanas de Sevilla en 1360 antes de lograr el perdón.